# Paul Campbell (cầu thủ bóng đá)
Paul Andrew Campbell (sinh ngày 29 tháng 1 năm 1980 ở Middlesbrough, Anh) là một cựu cầu thủ bóng đá thi đấu ở Football League cho Darlington.